# Województwo inowrocławskie
Województwo inowrocławskie (początkowo gniewkowskie) – jednostka terytorialna Korony Królestwa Polskiego, później Rzeczypospolitej Obojga Narodów istniejące od XIV wieku do 1772, tworząca prowincję wielkopolską. Obejmowała powierzchnię 2 900 km² i miała 2 powiaty. Siedzibą wojewody był Inowrocław, a sejmiki ziemskie odbywały się razem z woj. brzeskokujawskim w Radziejowie.
Herb był taki sam jak województwa brzeskokujawskiego, to jest pół orła czarnego i pół lwa czerwonego, grzbietami do siebie obróconych i zwieńczonych jedną koroną na polu złotym.

## Historia
Województwo inowrocławskie utworzono w XIV w. początkowo zwane było gniewkowskim.

## Terytorium
Było to jedno z najmniejszych województw I Rzeczypospolitej – liczyło tylko 2 900 km².
W skład województwa inowrocławskiego wchodziła m.in. Bydgoszcz, będąc w 1. poł. XVII w. jego największym miastem (niecałe 5 tys. mieszk.), która jednak nie odgrywała roli administracyjnej.
| Województwo/ziemia                               | Powiat                                           | Powierzchnia w mil² | Powierzchnia w km² |
| ------------------------------------------------ | ------------------------------------------------ | ------------------- | ------------------ |
| województwo bez z. dobrzyńskiej                  | powiat bydgoski                                  | 30,10               | 1657,68            |
| województwo bez z. dobrzyńskiej                  | powiat inowrocławski                             | 23,01               | 1267,18            |
| województwo bez z. dobrzyńskiej                  | Razem Σ                                          | 53,11               | 2924,75            |
| ziemia dobrzyńska                                | powiat dobrzyński                                | 9,59                | 528,35             |
| ziemia dobrzyńska                                | powiat lipnowski                                 | 22,74               | 1252,28            |
| ziemia dobrzyńska                                | powiat rypiński                                  | 21,27               | 1100,43            |
| ziemia dobrzyńska                                | Razem Σ                                          | 53,60               | 2952,38            |
| województwo inowrocławskie z ziemią dobrzyńską Σ | województwo inowrocławskie z ziemią dobrzyńską Σ | 106,71              | 5877,13            |

## Urzędy
Województwo posiadało dwóch senatorów większych, którymi byli: wojewoda i kasztelan inowrocławscy; oraz jednego senatora mniejszego – kasztelana bydgoskiego. Sejmiki ziemskie odbywały się wspólnie dla województw inowrocławskiego i brzeskokujawskiego w Radziejowie.

### Wojewodowie inowrocławscy
- Maciej Kobiela (od 1268)[5]
- Bogusław ze Służewa i Oporowa (1439–1453)
- Hieronim Radomicki (1630–1651)
- Jakub Hieronim Rozdrażewski (1652-1662)
- Paweł Ludwik Szczawiński herbu Prawdzic[6] (1669-1679)[7][8]

## Ziemia dobrzyńska
Ziemię dobrzyńską wcielono ostatecznie do Korony w 1466 r. Powierzchnia wynosiła ok. 54 mil². Dzieliła się na 3 powiaty: dobrzyński, rypiński i lipnowski (ustanowiony w miejsce dawnego słońskiego). Sejmiki odbywały się w Lipnie, gdzie obierano dwóch posłów na sejm, deputata na trybunał i komisarza na komisję radomską. Senatorów mniejszych było 3, tj. kasztelanowie: dobrzyński, rypiński i słoński. Starostwo grodowe bobrownickie, niegrodowe: dobrzyńskie, lipnowskie, rypińskie i inne. Herb jej wyobraża głowę sędziwego człowieka z dwiema koronami, jedną na głowie z rogami bawolimi, a drugą na szyi.